# 메가라의 에우클레이데스

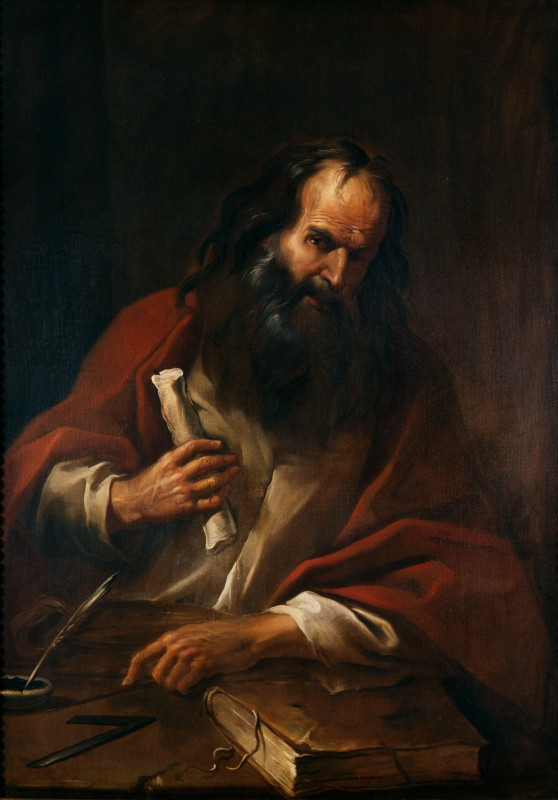
메가라의 에우클레이데스

메가라의 에우클레이데스(희랍어: Ευκλείδης)는 기원전 400년 무렵의 그리스의 소크라테스 학파의 철학자이자, 메가라 학파의 창설자. 중세의 편자·번역가들은 에우클레이데스의 원론으로 알려진 알렉샌드리어의 에우클레이데스와 자주 혼동했다.

## 생애
에우클레이데스는 메가라에서 태어나 아테네에서 소크라테스의 제자가 되었다. 소크라테스의 사후, 메가라로 돌아와, 망명을 바라는 다른 소크라테스의 제자들을 자택에 보호했다. 에우클레이데스의 저작은 무엇하나 현존하고 있지 않지만, 다양한 고대의 문헌 중에서 논해져 인용되고 있다. 플라톤의 중기말의 대화편 '테아이테트스'의 첫머리에서도, 대화자로서 등장하고 있다.

## 철학
에우클레이데스의 철학은 엘레아 학파와 소크라테스의 개념을 통합한 것이었다. 에우클레이데스는 에레아파의 '만물의 근본'을 소크라테스의 '선의 실상'을 동일시 해, 그것을 '도리' '신' '마음' '지혜'라고 불렀다. 그것은 존재의 본질이며, 영원 불변의 것이었다. 에우클레이데스는 '선은 하나, 그러나 우리는 그것을 여러 가지 이름으로 부를 수 있다. 어떤 때에는 지혜, 어떤 때에는 신, 어떤 때에는 도리'라고 해, '선과 반대의 것은 존재하지 않는다'라고 선언했다. 이러한 교의는 경험에 의해서 실증할 수 있는 현실과 모순되는 것처럼 보이지만, 에우클레이데스는 비 = 존재는 존재의 종이 되는 일 없이 존재 하지 못하고 (즉, 이미 비 = 존재는 아니다), 존재의 본질은 선이기 때문에, 선의 반대의 것은 존재할 수 없다고 주장했다. 에우클레이데스의 교의를 계승한 것이 아리스토텔레스의 소요 학파와 대등한 고대의 중요한 학파인 스토아주의의 논리학자들이다.

## 제자
에우클레이데스에는 3명의 중요한 제자들이 있었다.
- 에우브리데스
- 이크티아스 (Ichthyas) - 메가라 학파의 2대째 학두
- 스티르폰 (Stilpo)의 스승.

## 참고 문헌
- Mates, Benson (1973) [1953]. 《Stoic Logic》. Berkeley: University of California Press. ISBN 0-520-02368-4.
- 디오게네스 라에르티오스 '그리스 철학자 열전 (상)' 이와나미 서점 〈이와나미 문고〉, 1984년, 208-213페이지 ISBN 4-00-336631-X